# Дискография Fools Garden
Дискография немецкой поп-рок-группы Fool's Garden состоит из 9 студийных альбомов, одного концертного альбома, 8 мини-альбомов, одного сборника и 28 синглов. За время своего существования коллектив продал более 6 миллионов экземпляров своих работ.
Творческий путь коллектива начался в 1991 году, когда дуэт Magazine, состоявший из Петера Фройденталера и Фолькера Хинкеля, выпустил промоальбом Fool's Garden — Man In a Cage (сокращённо Fool's Garden), содержавший композиции, написанные и исполненные двумя музыкантами по отдельности до образования группы. Альбом был посвящён Джону Уинстону Леннону. Чуть позже к дуэту примкнули бас-гитарист Томас Мангольд, клавишник Роланд Рёль и барабанщик Ральф Вохеле, и коллектив было решено переименовать в Fool's Garden. В 1993 году музыканты выпустили первый полноформатный студийный альбом Once in a Blue Moon. По сути, на нём были перезаписанные версии песен из Fool's Garden, а также две новые песни. Ни Fool's Garden, ни Once in a Blue Moon не добились коммерческого успеха и не были замечены критиками.
Первый успех группе пришёл в 1994 году, когда песня «Wild Days» была выбрана для рекламы сети универмагов C&A. В следующем году вышел второй студийный альбом Dish of the Day, добившийся большого коммерческого успеха как в Европе, так и в Юго-Восточной Азии. Сингл с песней «Lemon Tree» попал во множество музыкальных хит-парадов, в пяти из которых он достиг высшей строчки. В 1997 году вышел третий альбом Go and Ask Peggy for the Principal Thing, который не оправдал надежды звукозаписывающей компании Intercord и не стал успешным: занял места в чартах Германии и Швейцарии. Главной песне из альбома «Why Did She Go?» удалось занять всего лишь 76 позицию в немецком чарте. В 2000 году последовал очередной альбом For Sale, а ещё через три года 25 Miles to Kissimmee, провал которого послужил поводом для Мангольда, Рёля и Вохеле покинуть группу. К новому дуэту Хинкеля и Фройденталера примкнули басист Дирк Блюмлейн, гитарист Габриэль Хольц и барабанщик Клаус Мюллер, а в названии группы исчез апостроф. В 2005 году музыканты записали альбом Ready for the Real Life, а в 2009 — сборник лучших песен High Times — The Best of Fools Garden. В 2012 году вышел альбом Who Is Jo King? и сингл «Innocence», попавший в топ чарта радиостанции SW3. В 2015 году последовал альбом Flashback, содержащий кавер-версии песен разных исполнителей из 90-х. В 2018 году вышел девятый, последний на данный момент, альбом Rise and Fall. Это первый за очень долгое время (с момента выпуска For Sale) альбом группы, попавший в музыкальные чарты: в немецком чарте альбомов он занял 97 строчку.
| Сокращения названий стран (по стандарту ГОСТ 7.67) | Сокращения названий стран (по стандарту ГОСТ 7.67)                                                                        | |
| --- | --- | --- |
| \| - АВТ — Австрия - АВС — Австралия - БЕЛ — Бельгия - КАН — Канада - ШВА — Швейцария - ГЕР — Германия - ДАН — Дания \| - ВЕН — Венгрия - ФИН — Финляндия - ФРА — Франция - ВЕЛ — Великобритания - ИРЯ — Ирландия - ИТА — Италия - МАЗ — Малайзия \| - НИД — Нидерланды - НОР — Норвегия - НОЗ — Новая Зеландия - СОЕ — Соединённые Штаты Америки - ШВЕ — Швеция - ЕВР — Европейский Союз \| | | |
| - АВТ — Австрия - АВС — Австралия - БЕЛ — Бельгия - КАН — Канада - ШВА — Швейцария - ГЕР — Германия - ДАН — Дания | - ВЕН — Венгрия - ФИН — Финляндия - ФРА — Франция - ВЕЛ — Великобритания - ИРЯ — Ирландия - ИТА — Италия - МАЗ — Малайзия | - НИД — Нидерланды - НОР — Норвегия - НОЗ — Новая Зеландия - СОЕ — Соединённые Штаты Америки - ШВЕ — Швеция - ЕВР — Европейский Союз |

## Студийные альбомы
| 1993                                      | Once in a Blue Moon Детали - Релиз: 19 февраля - Лейбл: Town Records - Формат: CD                       | —  | — | —  | —  | — | — | —  | —  | —  | —  | —  | —  | — | — | |
| 1995                                      | Dish of the Day Детали - Релиз: 7 декабря - Лейбл: Intercord - Формат: CD, CS                           | 1  | 4 | 3  | 28 | 4 | 8 | 30 | 19 | 13 | 17 | 21 | 22 | 4 | 8 | Список - : Платиновый - : Золотой - : Золотой - : 2×Платиновый - : Золотой - : Золотой - : Золотой |
| 1997                                      | Go and Ask Peggy for the Principal Thing Детали - Релиз: 8 сентября - Лейбл: Intercord - Формат: CD, CS | 44 | — | 50 | —  | — | — | —  | —  | —  | —  | —  | —  | — | — | |
| 2000                                      | For Sale Детали - Релиз: 28 ноября - Лейбл: BMG - Формат: CD                                            | 84 | — | —  | —  | — | — | —  | —  | —  | —  | —  | —  | — | — | |
| 2003                                      | 25 Miles to Kissimmee Детали - Релиз: 17 января - Лейбл: Polydor - Формат: CD                           | —  | — | —  | —  | — | — | —  | —  | —  | —  | —  | —  | — | — | |
| 2005                                      | Ready for the Real Life Детали - Релиз: 25 апреля - Лейбл: Lemonade Music - Формат: CD                  | —  | — | —  | —  | — | — | —  | —  | —  | —  | —  | —  | — | — | |
| 2012                                      | Who Is Jo King? Детали - Релиз: 14 сентября - Лейбл: Lemonade Music - Формат: CD, LP                    | —  | — | —  | —  | — | — | —  | —  | —  | —  | —  | —  | — | — | |
| 2015                                      | Flashback Детали - Релиз: 27 ноября - Лейбл: Sony Music Catalog - Формат: CD                            | —  | — | —  | —  | — | — | —  | —  | —  | —  | —  | —  | — | — | |
| 2018                                      | Rise and Fall Детали - Релиз: 20 апреля - Лейбл: Jazzhouse Records - Формат: LP, CD, ЦД                 | 97 | — | —  | —  | — | — | —  | —  | —  | —  | —  | —  | — | — | |
| «—» ставится, если альбом не попал в чарт | |    |   |    |    |   |   |    |    |    |    |    |    |   |   | |

## Концертные альбомы
| Год  | Детали |
| ---- | --- |
| 2009 | Best Of Unplugged — Live Детали - Релиз: 2 октября - Лейбл: Ladybird Music, BMG Rights Management - Формат: CD |

## Сборники
| Год  | Детали |
| ---- | --- |
| 2009 | High Times — The Best of Fools Garden Детали - Релиз: 2 октября - Лейбл: BMG Rights Management - Формат: CD, 2×CD |

## Мини-альбомы
| 1996                                      | Wild Days Детали - Релиз: 1 января - Лейбл: Lemonade Music - Формат: CD                         | 59 | 37 | — | — | — |
| 2000                                      | It Can Happen Детали - Релиз: 1 января - Лейбл: Seven Days Music - Формат: CD                   | 86 | —  | — | — | — |
| 2003                                      | Closer Детали - Релиз: 18 сентября - Лейбл: Polydor - Формат: CD                                | —  | —  | — | — | — |
| 2005                                      | Man of Devotion Детали - Релиз: 25 апреля - Лейбл: Lemonade Music - Формат: CD                  | —  | —  | — | — | — |
| 2005                                      | Does Anybody Know? / Welcome Sun Детали - Релиз: 25 апреля - Лейбл: Lemonade Music - Формат: CD | —  | —  | — | — | — |
| 2008                                      | Napster Session 2008 Детали - Формат: ЦД                                                        | —  | —  | — | — | — |
| 2008                                      | Home (Limited Tour Edition) Детали - Лейбл: Lemonade Music - Формат: CD                         | —  | —  | — | — | — |
| 2018                                      | Save the World Tomorrow Детали - Релиз: 6 апреля - Лейбл: Jazzhaus Records - Формат: CD         | —  | —  | — | — | — |
| «—» ставится, если альбом не попал в чарт |                                                                                                 |    |    |   |   |   |

## Проморелизы
| Год  | Детали                                                                                     |
| ---- | ------------------------------------------------------------------------------------------ |
| 1991 | Fool's Garden — Man In a Cage Детали - Лейбл: New Line Records, Fool's Garden - Формат: CD |

## Бокс-сеты
| Год  | Название            | Составляющие бокс-сета |
| ---- | ------------------- | --- |
| 2018 | All-New-Package     | Список - Альбом Rise and Fall в форматах LP и CD - Журнал Discographie Fools Garden - Диск The Lost Tapes - Шариковая ручка с логотипом группы - Карабин для ключей с логотипом группы                                                                             |
| 2018 | Past-to-Now-Package | Список - Альбом Rise and Fall в формате CD - Сборник High Times (Best Of) в формате CD - Журнал Discographie Fools Garden - Диск The Lost Tapes - Шариковая ручка с логотипом группы - Карабин для ключей с логотипом группы                                       |
| 2018 | CD-Single-Package   | Список - Сингл «Why Did She Go? (Promo)» в формате CD - Сингл «Suzy (Limited Edition)» в формате CD - Сингл «I Got A Ticket» в формате CD - Сингл «Does Anybody Know» в формате CD - Сингл «High Time» в формате CD - Сингл «Save The World Tomorrow» в формате CD |

## Синглы
| 1991                                     | «Tell Me Who I Am / Careless Games» | —  | —  | —  | — | — | — | —  | — | — | — | — | — | —  | —  | —  | — | —  | —  | — |                                                                                      | Fool's Garden                            |
| 1992                                     | «Spirit '91 / Once in a Blue Moon»  | —  | —  | —  | — | — | — | —  | — | — | — | — | — | —  | —  | —  | — | —  | —  | — |                                                                                      | Once in a Blue Moon                      |
| 1994                                     | «Wild Days»                         | —  | —  | —  | — | — | — | —  | — | — | — | — | — | —  | —  | —  | — | —  | —  | — |                                                                                      | Dish of the Day                          |
| 1995                                     | «Lemon Tree»                        | 1  | 31 | 1  | 2 | 3 | 6 | 11 | 6 | 1 | 1 | 1 | 2 | 13 | 10 | 26 | 4 | 10 | 14 | 4 | Список - : Платиновый - : Золотой - : Золотой - : Золотой - : Платиновый - : Золотой | Dish of the Day                          |
| 1996                                     | «Wild Days» (переиздание)           | 59 | —  | 37 | — | — | — | —  | — | — | — | — | — | —  | —  | —  | — | —  | —  | — |                                                                                      | Dish of the Day                          |
| 1996                                     | «Pieces»                            | —  | —  | —  | — | — | — | —  | — | — | — | — | — | —  | —  | —  | — | —  | —  | — |                                                                                      | Dish of the Day                          |
| 1997                                     | «Why Did She Go?»                   | 76 | —  | —  | — | — | — | —  | — | — | — | — | — | —  | —  | —  | — | —  | —  | — |                                                                                      | Go and Ask Peggy for the Principal Thing |
| 1997                                     | «Probably»                          | 86 | —  | —  | — | — | — | —  | — | — | — | — | — | —  | —  | —  | — | —  | —  | — |                                                                                      | Go and Ask Peggy for the Principal Thing |
| 1998                                     | «Rainy Day»                         | —  | —  | —  | — | — | — | —  | — | — | — | — | — | —  | —  | —  | — | —  | —  | — |                                                                                      | Go and Ask Peggy for the Principal Thing |
| 2000                                     | «Suzy»                              | 75 | —  | —  | — | — | — | —  | — | — | — | — | — | —  | —  | —  | — | —  | —  | — |                                                                                      | For Sale                                 |
| 2000                                     | «It Can Happen»                     | 86 | —  | —  | — | — | — | —  | — | — | — | — | — | —  | —  | —  | — | —  | —  | — |                                                                                      | For Sale                                 |
| 2000                                     | «Happy»                             | —  | —  | —  | — | — | — | —  | — | — | — | — | — | —  | —  | —  | — | —  | —  | — |                                                                                      | For Sale                                 |
| 2001                                     | «In the Name»                       | —  | —  | —  | — | — | — | —  | — | — | — | — | — | —  | —  | —  | — | —  | —  | — |                                                                                      | For Sale                                 |
| 2001                                     | «Dreaming»                          | —  | —  | —  | — | — | — | —  | — | — | — | — | — | —  | —  | —  | — | —  | —  | — |                                                                                      | 25 Miles to Kissimmee                    |
| 2003                                     | «Closer»                            | —  | —  | —  | — | — | — | —  | — | — | — | — | — | —  | —  | —  | — | —  | —  | — |                                                                                      | 25 Miles to Kissimmee                    |
| 2004                                     | «Dreaming» (переиздание)            | —  | —  | —  | — | — | — | —  | — | — | — | — | — | —  | —  | —  | — | —  | —  | — |                                                                                      | Ready for the Real Life                  |
| 2005                                     | «Man of Devotion»                   | —  | —  | —  | — | — | — | —  | — | — | — | — | — | —  | —  | —  | — | —  | —  | — |                                                                                      | Ready for the Real Life                  |
| 2005                                     | «Does Anybody Know? / Welcome Sun»  | —  | —  | —  | — | — | — | —  | — | — | — | — | — | —  | —  | —  | — | —  | —  | — |                                                                                      | Ready for the Real Life                  |
| 2005                                     | «Cold»                              | —  | —  | —  | — | — | — | —  | — | — | — | — | — | —  | —  | —  | — | —  | —  | — |                                                                                      | Ready for the Real Life                  |
| 2006                                     | «I Got A Ticket»                    | —  | —  | —  | — | — | — | —  | — | — | — | — | — | —  | —  | —  | — | —  | —  | — |                                                                                      | High Times — The Best of Fools Garden    |
| 2009                                     | «High Time»                         | —  | —  | —  | — | — | — | —  | — | — | — | — | — | —  | —  | —  | — | —  | —  | — |                                                                                      | High Times — The Best of Fools Garden    |
| 2010                                     | «Everywhere the Light Shines»       | —  | —  | —  | — | — | — | —  | — | — | — | — | — | —  | —  | —  | — | —  | —  | — |                                                                                      | сингл вне альбома                        |
| 2012                                     | «Innocence»                         | 1  | —  | —  | — | — | — | —  | — | — | — | — | — | —  | —  | —  | — | —  | —  | — |                                                                                      | Who Is Jo King?                          |
| 2013                                     | «Maybe»                             | —  | —  | —  | — | — | — | —  | — | — | — | — | — | —  | —  | —  | — | —  | —  | — |                                                                                      | Who Is Jo King?                          |
| 2017                                     | «New World»                         | —  | —  | —  | — | — | — | —  | — | — | — | — | — | —  | —  | —  | — | —  | —  | — |                                                                                      | Rise and Fall                            |
| 2017                                     | «I Burn»                            | —  | —  | —  | — | — | — | —  | — | — | — | — | — | —  | —  | —  | — | —  | —  | — |                                                                                      | Rise and Fall                            |
| 2018                                     | «Save The World Tomorrow»           | —  | —  | —  | — | — | — | —  | — | — | — | — | — | —  | —  | —  | — | —  | —  | — |                                                                                      | Rise and Fall                            |
| 2018                                     | «Still Running»                     | —  | —  | —  | — | — | — | —  | — | — | — | — | — | —  | —  | —  | — | —  | —  | — |                                                                                      | Rise and Fall                            |
| «—» ставится, если сингл не попал в чарт |                                     |    |    |    |   |   |   |    |   |   |   |   |   |    |    |    |   |    |    |   |                                                                                      |                                          |

## Видеоклипы
| Год  | Песня                     | Режиссёр(ы)                      |
| ---- | ------------------------- | -------------------------------- |
| 1993 | «Spirit '91»              |                                  |
| 1993 | «Once in a Blue Moon»     |                                  |
| 1995 | «Lemon Tree»              |                                  |
| 1996 | «Wild Days»               | Андреас Йозимович, Филипп Штольц |
| 1997 | «Why Did She Go?»         | Рудольф К. Вернике               |
| 1997 | «Probably»                | Ник Лайон                        |
| 2001 | «Suzy»                    | Зориг Мосур                      |
| 2003 | «Dreaming»                |                                  |
| 2007 | «Closer»                  |                                  |
| 2009 | «High Time»               |                                  |
| 2012 | «Innocence»               | Fools Garden                     |
| 2017 | «New World»               |                                  |
| 2018 | «Save The World Tomorrow» |                                  |
| 2018 | «I Burn»                  | Зено Мозер                       |
| 2018 | «Still Running»           | Гидо Фрике                       |

## Совместные издания
| Год  | Описание |
| ---- | --- |
| 1996 | Mistři Světa '96 Описание - Лейбл: Monitor-EMI - Формат: CD - Примечание: Совместный релиз Fool's Garden, Queen и Kabát.                                                                                                 |
| 2005 | «Save Me» Описание - Релиз: 26 июля - Лейбл: Sunnyside Up - Формат: CD - Примечание: Совместный релиз Fool's Garden и Стива Райнера.                                                                                     |
| 2012 | «Innocence» Описание - Релиз: 14 сентября - Лейбл: Seven Days Music - Формат: CD - Примечание: Совместный релиз Fool's Garden и камерного оркестра Бабельсберга.                                                         |
| 2015 | Kleine Ziege Sturer Bock - Original Soundtrack Описание - Релиз: 2 октября - Лейбл: Bavaria Sonor Records - Формат: CD - Примечание: Саундтрек включает в себя песню «Piece To My Puzzle», записанную совместно с Cevil. |
| 2017 | «New World» Описание - Релиз: 19 января - Лейбл: Ladybird Music - Формат: CD - Примечание: Совместный релиз Fool's Garden и Карла Фриерсона.                                                                             |

## Саундтреки
| Год  | Телесериал/фильм/реклама/событие    | Альбом                                                 | Песня                |
| ---- | ----------------------------------- | ------------------------------------------------------ | -------------------- |
| 1994 | реклама сети универмагов C&A        |                                                        | «Wild Days»          |
| 1996 | «Настоящие мужики»                  |                                                        | «Wild Days»          |
| 1996 | «Freunde Fürs Leben»                | Freunde Fürs Leben - Die Schönsten Songs Zur ZDF-Serie | «Wild Days»          |
| 1997 | «Комиссар Рекс»                     | Kommissar Rex Vol. 4                                   | «Probably»           |
| 1997 | «Балько»                            | Balko - Die Musik Zur Serie                            | «Lemon Tree»         |
| 1997 | церемония вручения премии ECHO 1997 | ECHO 1997 - Deutscher Schallplattenpreis               | «Lemon Tree»         |
| 2003 | «Берлин, Берлин»                    | Berlin Berlin: Die Hits Aus Der Serie, Vol. 2          | «Lemon Tree»         |
| 2005 | «Сокровище «Белого сокола»          | Der Schatz Der Weissen Falken                          | «Welcome Sun»        |
| 2006 | «Радужный роман»                    | 레인보우 로망스 Original Television Soundtrack         | «Rainy Day»          |
| 2007 | «Schwiegertochter gesucht»          | Schwiegertochter gesucht                               | «Man of Devotion»    |
| 2009 | «Абарон»                            |                                                        | «Life»               |
| 2012 | реклама Volkswagen Polo Sedan       |                                                        | «Man of Devotion»    |
| 2015 | «Маленькая козочка и упрямый баран» | Kleine Ziege Sturer Bock - Original Soundtrack         | «Piece To My Puzzle» |
| 2016 | «Кто сломается — мёртв»             | Wer aufgibt ist tot                                    | «Lemon Tree»         |
| 2019 | «Bons baisers d'Europe»             |                                                        | «Lemon Tree»         |

## Прочие релизы
| Год  | Название                                              | Детали |
| ---- | ----------------------------------------------------- | --- |
| 2005 | Ready For The Real Life - Limited Special Fan Edition | Представляет собой DVD с некоторыми видеоклипами, записями концертов и выступлений в различных музыкальных телешоу. |
| 2018 | The Lost Tapes Vol. 1                                 | Представляет собой CD с ранее неизданными песнями, демозаписями и тестовыми записями.                               |
| 2018 | Discographie Fools Garden                             | Представляет собой журнал, посвящённый дискографии группы, а также содержащий множество информации о группе.        |